# California State Route 299
De California State Route 299, afgekort CA 299 of SR 299, is een state highway van de Amerikaanse deelstaat Californië. SR 299 loopt van Highway 101 in Arcata, langs de noordwestkust van Californië, naar de grens met Nevada in het uiterste noordoosten. Ze doorkruist de plaatsen Weaverville, Redding en Alturas. Een deel van SR 299 staat aangeduid als de Trinity Scenic Byway.
Van 1934 tot 1964 heette de weg van Highway 101 tot aan U.S. Route 395 U.S. Route 299.